# آل ماي لاف (أغنية ماجور ليزر)
آل ماي لاف (بالإنجليزية: All My Love)‏؛ هي أغنية للفرقة الأمريكية ماجور ليزر، صدرت في 13 نوفمبر 2014، وكانت ضمن مجموعة أغاني ألبوم الموسيقى التصويرية لمباريات الجوع: الطائر المقلد - الجزء الأول.